# (4524) Барклайдетолли
(4524) Барклайдетолли (англ. 4524 Barklajdetolli), ранее 1981 RV4 — вытянутый астероид семейства Весты, очень медленно вращающийся, во внутренней части пояса астероидов, примерно 10 километров в диаметре. Открыт 8 сентября 1981 года астрономом Людмилой Журавлёвой в Крымской обсерватории в Научном, Крым. Назван в честь российского полководца Михаила Богдановича Барклая-де-Толли.

## Орбита и классификация
Барклайдетолли является представителем семейства Весты, одной из крупнейших групп каменных астероидов в главном поясе. Астероид обращается вокруг Солнца в щели Кирквуда на расстоянии 2,0–2,6 а. e. с периодом 3 года и 6 месяцев (1291 дней). Эксцентриситет орбиты равен 0,13, наклонение составляет 7° относительно плоскости эклиптики.
В сентябре 1935 года объект был идентифицирован как 1935 SN и 1935 SC1 в Симеизской обсерватории и обсерватории Йоханнесбурга соответственно. Дуга наблюдения начинается с предварительного открытия, проведённого в Паломарской обсерватории в 1953 году, за 28 лет до официального открытия в Научном.

## Физические характеристики
Барклайдетолли считается обычным каменным астероидом S-класса.

### Медленное вращение и форма
В августе 2009 года в Обсерватории Карбункул-Хилл в США была получена вращательная кривая блеска астероида. Анализ кривой блеска дал очень большую величину периода вращения 1069 часов с амплитудой блеска 1,26 звёздной величины.
Несмотря на то, что период обращения определён с погрешностью около нескольких сотен часов, астероид тем не менее является одной из наименее быстро вращающихся известных малых планет. Высокая переменность блеска показывает, что объект имеет несферическую форму.

### Диаметр и альбедо
Согласно обзорам, проводимым спутниками Akari и WISE в миссии NEOWISE, поверхность астероида имеет малое альбедо в интервале от 0,05 до 0,10 соответственно, но ресурс Collaborative Asteroid Lightcurve Link (CALL) даёт более высокое значение альбедо 0,24. Разные альбедо также дают разные оценки размеров астероида.
Космические обзоры дают оценки диаметра от 12,1 до 13,6 км, по данным ресурса CALL диаметр достигает 7,1 км; чем выше альбедо, тем ниже оценка диаметра при данной абсолютной величине.

## Название
Малая планета была названа в честь российского полководца Михаила Барклая-де-Толли (1761–1818). Официально название было опубликовано Центром малых планет 4 мая 1999 года.